# Abiko (métro d'Osaka)
Abiko (我孫子駅, あびこ駅, Abiko-eki) est une station du métro d'Osaka sur la ligne Midōsuji dans l'arrondissement de Sumiyoshi à Osaka.

## Situation sur le réseau
La station Abiko est située au point kilométrique (PK) 19,5 de la ligne Midōsuji.

## Histoire
La station a été inaugurée le 1er juillet 1960.

## Services aux voyageurs

### Accès et accueil
La station est ouverte tous les jours.

### Desserte
- Ligne Midōsuji :
  - voie 1 : direction Nakamozu

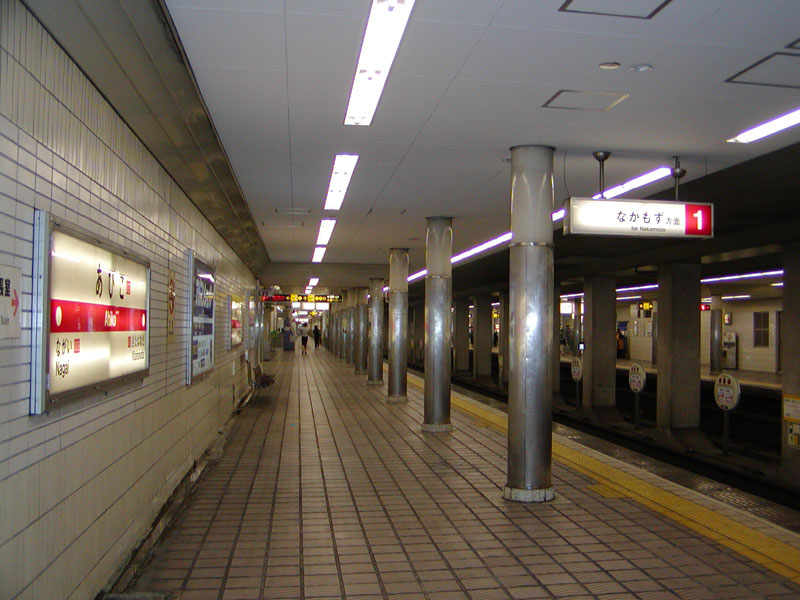
Quais de la station

  - voie 2 : direction Esaka (interconnexion avec la ligne Kitakyu Namboku pour Minoh-kayano)